# مارشال لونغ
مارشال لونغ (بالإنجليزية: Marshall Long)‏ هو سياسي أمريكي، ولد في 23 أكتوبر 1936 في لويفيل في الولايات المتحدة، وتوفي في 19 ديسمبر 2018.